# قرابي الفقار
قرابي الفقار (الاسم العلمي:†Thecospondylus) هو جنس منقرض مشكوك بطبيعته من الديناصورات التي عاشت خلال فترة الطباشيري المبكر في إنجلترا. العلماء غير متأكدين مما إذا كان قرابي الفقار من عظائيات الورك أو من طيريات الورك. النوع النمطي هو قرابي الفقار الهورنري (Thecospondylus horneri) وقد تم وصفه في عام 1882. واسم الجنس مشتق من الكلمة اليونانية theke التي تعني «قراب أو غمد» و spondylos التي تعني «فقرة»، في إشارة إلى العظم «الرقيق للغاية» المكون للفقرات. اسم النوع النمطي يكرم الدكتور إيه سي هورنر، وهو جيولوجي هاو يعيش في تونبريدج.